# Klara Zimmergren
Klara Elisabet Zimmergren, född 16 februari 1967 i Norrköping, är en svensk komiker, skådespelare och programledare i radio och TV. Hon är kanske främst känd som ena halvan av humorduon Mia och Klara.

## Biografi
Klara Zimmergren tillbringade sina första år i Norrköping och flyttade sedan tillsammans med sin mor och en äldre syster till Mölndal. Hennes far var organist inom Svenska kyrkan i Norrköping och farfadern pastor inom Alliansmissionen i Småland. Hon har studerat på en tvåårig medielinje på Biskops-Arnös folkhögskola och är även utbildad manusförfattare.
Hon har bland annat medverkat i radioprogrammen Bossanova, Roll on och P3 Apelsin. Zimmergren lärde känna Mia Skäringer 1997 när de de gjorde radioprogrammet Bossanova i P3. Det resulterade i en krogshow i Göteborg och sedan Roll on i P3.
Hösten 2007 skapade hon, tillsammans med Skäringer, humorserien Mia och Klara som sändes i SVT. Den är baserad på deras eget material som tidigare sänts i Sveriges Radio P3 som radioprogrammet Roll on. Båda säsongerna av Mia och Klara belönades med TV-priset Kristallen. Från och med hösten 2009 är hon programledare för SVT-programmet Djursjukhuset och från 2012 även för djurprogrammet Bästa vännen. Under 2010 var hon domare i Vi i femman i både Sveriges Radio P4 och SVT Barnkanalen. Sedan 2019 är hon programledare för Känsligt läge i P1, ett radioprogram som kretsar kring mansrollen.
År 2011 agerade Zimmergren speakerröst åt Naturskyddsföreningens kampanj mot konsumtionen av jätteräkor och var tillsammans med Daniel Adams-Ray resande reporter i Etiopien åt insamlingsprogrammet Musikhjälpen.
År 2012 långfilmsdebuterade hon i rollen som Ulfs fru i Kvarteret Skatan reser till Laholm. Hon har även haft roller i långfilmerna En komikers uppväxt (2019) och Jag kommer hem igen till jul (2019). Hon har även haft roller i komediserier som Småstaden (2017), Sommaren med släkten (2017) och  dramaserien Dejta (2020).
År 2014 utkom hon med biografin Längtan bor i mina steg på Forum bokförlag. Boken kretsar kring hennes längtan efter barn.
Zimmergren har varit värd för Sommar i P1 tre gånger: 2008 tillsammans med Mia Skäringer och 2012 och 2020 på egen hand.
År 2019 turnerade hon med humorföreställningen Allt kommer bli bra.

### Privatliv
Klara Zimmergren har varit gift med Lars Petersson. Tillsammans har de ett barn.

## Filmografi
- 2012 – Kvarteret Skatan reser till Laholm
- 2012 – Mysteriet på Greveholm - Grevens återkomst (TV-serie)
- 2013 – Bäst före
- 2017 – Småstaden (TV-serie)
- 2017 – Sommaren med släkten (TV-serie)
- 2019 – En komikers uppväxt (film)
- 2019 – Jag kommer hem igen till jul
- 2020 – Dejta (TV-serie)
- 2025 - Gränsfall (TV-serie)